# Узи (племе)
Узите (наричани още торки, видоизменено от турки) са племенна общност, говореща западнотюркски езици и влизаща в състава на Западнотюркския хаганат. Начело на съюза стои водач, наречен каган или хан.
До 6 век узите влизат в Тюркския хаганат (простирал се от Китай до Черно море), а след разделянето му в Западнотюркския. През 8 век под натиска на уйгурите от Монголия узите преминават на запад. През 9 век преминават Волга и притискат печенегите на запад. Впоследствие попадат под васална зависимост от Хазарския хаганат. Хазарите ги ползват за войни с печенегите, като се случва и да воюват с тях. Накрая узите са съюзници на Киевска Рус срещу Хазарския хаганат. Вземат участие като съюзници и в походите на киевските князе срещу Итил и Семендер, които довеждат в 968-969 г. до унищожаване на Хазарската държава. През 985 узите вземат участие в похода на Владимир I срещу Волжка България. В началото на 11 век притиснати на изток от куманите преминават Днепър, като в 1065 нахлуват във византийските владения на Балканите. Узи вземат участие като наемници във византийската армия в битката при Манцикерт. В 10-12 век взимат участие и в редица междуособици в Киевска Рус, като в 1116 г. воюват на Дон заедно с печенегите срещу куманите.
През 12 век под ударите на Киевска Рус една част от узите преминава Дунав и се заселва в българските земи на тогавашна Византия. Други части от узите се поселват и разселват в древноруските земи и редом с берендеите участват на страната на руските княжества във военните им стълкновения с кумани и татаро-монголци. Християнизирани узи са в основата на племенната група на т.нар. черни клобуки.